# Jaskinia pod Śnieżną Studnią
Jaskinia pod Śnieżną Studnią (Jaskinia Upłazkowa) – do 2019 roku osobna jaskinia, a później jedna z części jaskini Śnieżna Studnia. Znajduje się w Dolinie Małej Łąki w Tatrach Zachodnich. Wejście do niej znajduje się w Niżniej Świstówce pod ścianami opadającymi z Kotlin na wysokości 1690 metrów n.p.m. Długość jaskini wynosi 153 metry, a jej deniwelacja 22,2 metra.

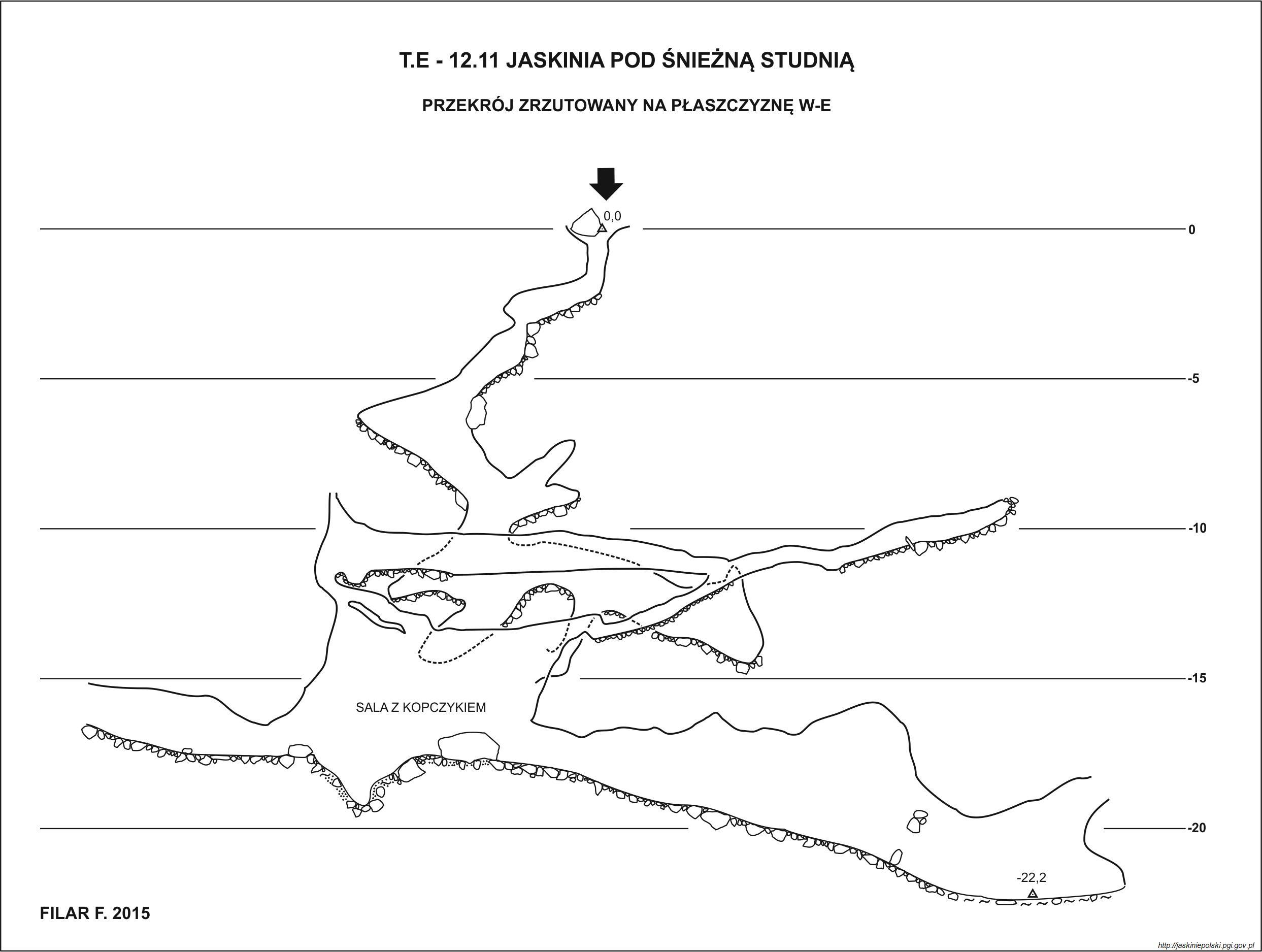
Przekrój jaskini

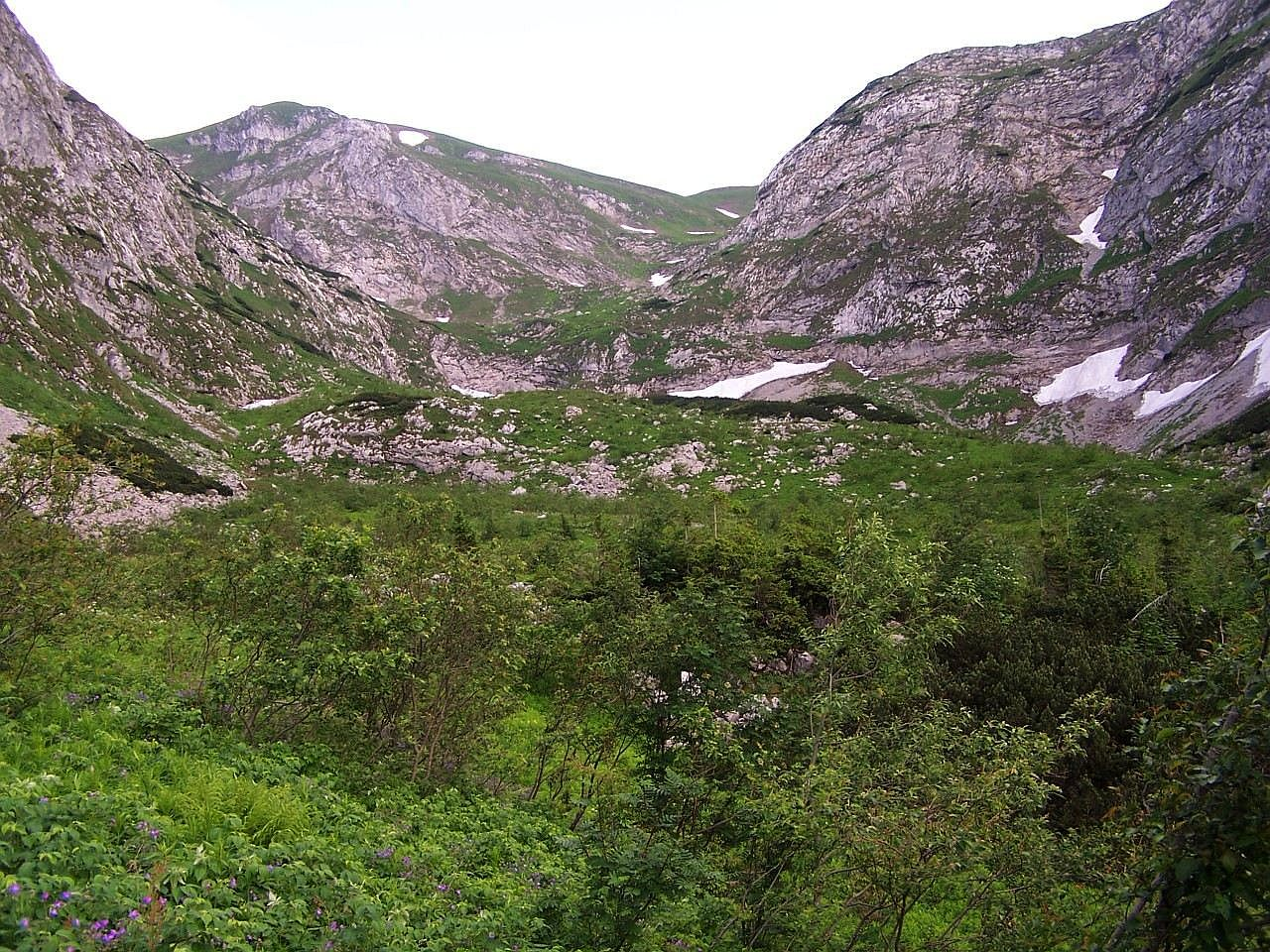
Niżnia Świstówka

## Opis jaskini
Z otworu wejściowego prowadzi ciasny przełaz do salki, z której korytarzyk z niewielkimi progami wiedzie do zacisku z prożkiem. Za nim dochodzi się do obszernej Sali z Kopczykiem o szerokości 10 metrów, 6 metrów długości i wysokości do 5 metrów. Jej dno pokryte jest wantami. Stąd:
- prostym i obszernym korytarzem można przejść około 20 metrów. Na jego końcu znajduje się najgłębiej położone miejsce w jaskini: −22,2 metrów.
- wejść do 5-metrowego meandra zaczynającego się w zachodniej części sali.
- iść wąskim meandrem zaczynającym się w stropie sali, który doprowadza do salki. Znajduje się w niej okno urywające się 5-metrowym progiem do Sali z Kopczykiem. We wschodniej części salki jest wejście do zacisku, za którym znajduje się ciasny meander. Po 5 metrach dochodzi się nim do rozwidlenia. W lewo w dół odchodzi ciasny korytarzyk prowadzący do okna znajdującego we wschodniej ścianie Sali z Kopczykiem. Idąc natomiast korytarzykiem o kolistym przekroju, po 10 metrach dochodzi się do zawaliska[2].

## Przyroda
W jaskini brak jest nacieków. Ściany są mokre. W pobliżu otworu rosną mchy, glony i porosty.
W jaskini mieszkają nietoperze.

## Historia odkryć
Jaskinia została odkryta w latach 1959–1961 przy okazji badania okolic Śnieżnej Studni. Odkrywcy, prawdopodobnie grotołazi zakopiańscy, usypali w jaskini kopczyk. Stąd nazwa Sala z Kopczykiem. 
W roku 2004 odkryto 55 metrów nowych korytarzy. 
Ostatnich pomiarów jaskini dokonano w sierpniu 2015 roku.
W 2019 roku połączono Jaskinię pod Śnieżną Studnią z jaskinią Śnieżna Studnia.